# Fahrbachtal
Fahrbachtal este o arie protejată (arie specială de conservare — SAC, sit de importanță comunitară — SCI) din Germania întinsă pe o suprafață de 441,88 ha, integral pe uscat.

## Localizare
Centrul sitului Fahrbachtal este situat la coordonatele 49°33′42″N 12°34′26″E / 49.5617°N 12.5739°E.

## Înființare
Situl Fahrbachtal a fost declarat sit de importanță comunitară în martie 2001 pentru a proteja 6 specii de animale. Situl a fost protejat și ca arie specială de conservare în aprilie 2016.

## Biodiversitate
Situată în ecoregiunea continentală, aria protejată conține 8 habitate naturale: Cursuri de apă de la nivel de câmpie la nivel montan, cu vegetație Ranunculion fluitantis și Callitricho-Batrachion, Formațiuni ierboase bogate în specii de Nardus, dezvoltate pe substraturi silicioase în zone montane (și în zone submontane, în Europa continentală), Liziere de ierburi înalte hidrofile de câmpie și de nivel montan până la alpin, Fânețe de joasă altitudine (Alopecurus pratensis, Sanguisorba officinalis), Mlaștini turboase de tranziție și turbării mișcătoare, Mlaștini alcaline, Păduri de fag Asperulo-Fagetum, Păduri aluvionare cu Alnus glutinosa și Fraxinus excelsior (Alno-Padion, Alnion incanae, Salicion albae).
La baza desemnării sitului se află mai multe specii protejate:
- păsări (1): barză neagră (Ciconia nigra)
- mamifere (3): castor (Castor fiber), râs eurasiatic (Lynx lynx), liliac cu urechi mari (Myotis bechsteinii)
- nevertebrate (1): phengaris nausithous (Maculinea nausithous)
- pești (1): țipar (Misgurnus fossilis)